# Otto Colberg
Otto Colberg (* 10. Oktober 1870; † März 1952 in Weilheim in Oberbayern) war ein deutscher Bauingenieur und Hochschullehrer. Er gehörte zu den Pionieren des Stahlbetonbaus.

## Leben
Otto Colberg studierte Bauingenieurwesen an der Technischen Hochschule Dresden, wo er Mitglied des Corps Thuringia wurde. Nach dem Studium trat er in den sächsischen Staatsbaudienst ein, wo er unter anderem als Regierungsbaumeister (Assessor) bei den Dresdner Bauinspektionen tätig war. Anschließend wechselte er in die Bauindustrie und wurde Direktor der Bauunternehmung Dyckerhoff & Widmann. Von 1911 bis 1935 lehrte er als Professor an der Ingenieurschule Hamburg, wo er ein Betonprüflabor errichtete und als Sachverständiger fungierte. Seinen Lebensabend verbrachte er in Weilheim in Oberbayern, wo er 1952 verstarb.

## Schriften
- Handbuch für Eisenbetonbau. Band 3. Grund- und Mauerwerksbau, 1. Auflage 1908, 3. Auflage 1922 (zusammen mit A. Novak)
- Handbuch für Eisenbetonbau. Band 4. Stützmauern – Grundbau, 4. Auflage 1936 (zusammen mit O. Mund)
- Gründung einer Kirche auf Betonpfählen, System „Mast“. In: Deutsche Bauzeitung, 1912, Eisenbetonteil, S. 58.
- Über die Berechnung der Einzelpfahllasten bei einseitig beanspruchten Pfahlgründungen. In: Grund- und Gerüstbau, 1924, S. 99.
- Bestimmung der Kantendrücke von Maschinengründungen infolge einseitiger Belastung durch den Betrieb. In: Der Ingenieur, 6. Jahrgang 1925, S. 27.
- Zur Frage der Ausrüstung von Dreigelenkbogenbrücken. In: Beton und Eisen, 1925, S. 140–144.
- Bestimmung der Einzelpfahllasten bei einseitiger Belastung von Gründungsplatten. In: Bauingenieur, 1929, S. 25.
- 40 Jahre Eisenbeton-Kuppelbau. In: Beton und Eisen, 1941, S. 13 ff.